# Girolamo Macchietti

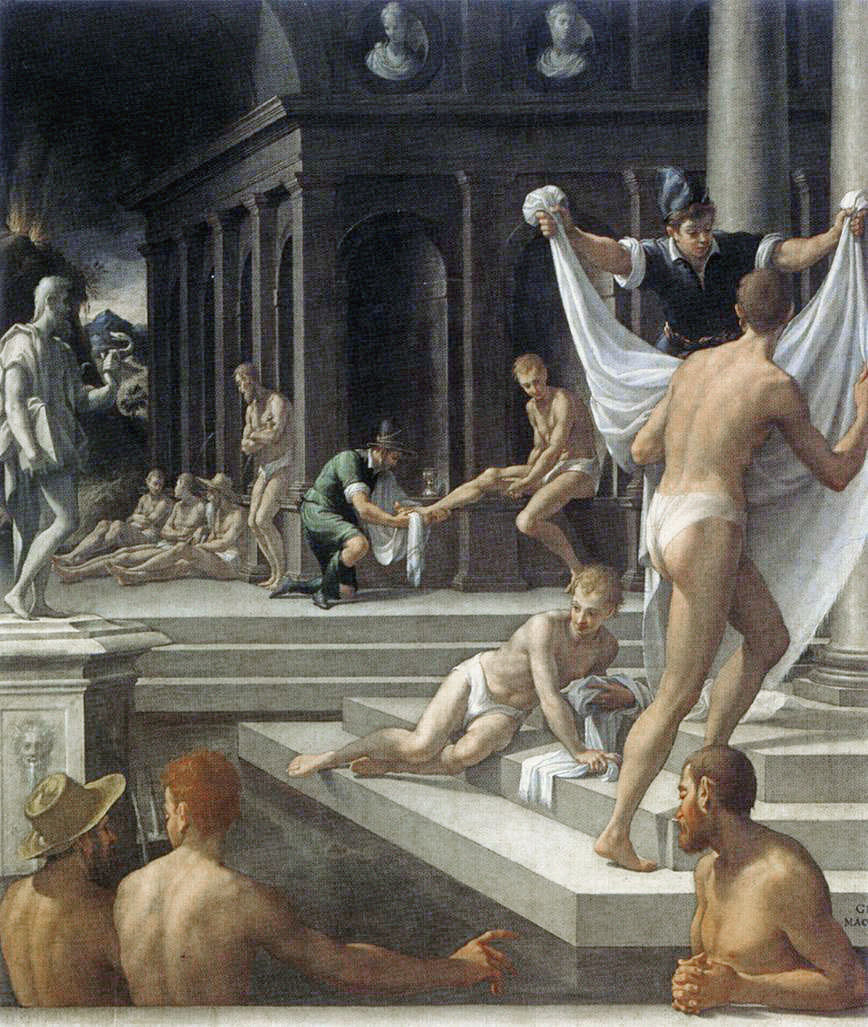
Bagni di Pozzuoli, Firenze, Palazzo Vecchio

Girolamo Macchietti (Firenze, 22 febbraio 1535 – Firenze, 3 gennaio 1592) è stato un pittore italiano.

## Biografia
Le principali informazioni sulla sua vita derivano da una biografia scritta da Raffaello Borghini (in Il Riposo), che lo conobbe personalmente e attinse direttamente da lui molte notizie.
Figlio del pittore e scultore Francesco di Mariotto e di Antonia, viene spesso riferito nelle fonti antiche come Girolamo "del Crocifissaio", alludendo probabilmente alla specializzazione del padre nella realizzazione di arredi sacri (risulta iscritto all'Arte dei Medici e Speziali il 28 giugno 1533, tra gli artisti).
La sua prima formazione, oltre che dal padre, provenne da Michele Tosini, nella cui bottega entrò a dieci anni restandovi fin verso i venti. Nel 1545 infatti si iscrisse alla Compagnia di San Luca, la confraternita/corporazione di artisti che aveva sostituito nel frattempo il raggruppamento di artisti entro l'arte speziale. A bottega del Tosini, il Macchietti aveva stretto amicizia con il coetaneo Mirabello Cavalori, con in quale tenne comune bottega tra il 1545 e il 1555 circa, realizzando una serie di opere a quattro mani ricordate dal vasari, ma praticamente tutte perdute.
Entrato nell'entourage di Giorgio Vasari, partecipò alla decorazione di palazzo Vecchio a Firenze, iniziando dal Quartiere degli Elementi (dal 1555) e proseguendo negli anni seguenti nel Quartiere di Eleonora e nello Studiolo di Francesco I. Pagamenti regolari sono registrati dal 1555 al 1558, crescenti e mediamente più alti di quelli per altri altrettanto giovani colleghi. Nonostante questa sua documentata preminenza, legata forse anche a una maggiore responsabilità, è pressoché impossibile riconoscere la sua e le altre mani nelle decorazioni rese uniformi nello stile di Vasari, eccezion fatta forse per un riquadro con Cosimo rivela a Santi Bentivoglio la sua origine nella sala detta di Cosimo il Vecchio. Nel 1557 si occupò anche del disegno di cartoni per arazzi destinati pure alla decorazione del palazzo (Storie di Giove, Storie di Ercole e altri). Di queste opere resta sicuramente un Ercole vince i centauri alle nozze di Ippodamia oggi nel Museo degli Argenti a palazzo Pitti, che sembra ispirarsi ai lavori di Francesco Salviati e, secondariamente, di Giorgio Vasari e del Bronzino.
Attivo come pittore religioso, sue sono alcune pale d'altare, tra le altre in San Lorenzo (Adorazione dei Magi, 1567-68) e in Santa Maria Novella (Martirio di san Lorenzo, 1573).
Una certa saturazione della scena artistica locale lo spinse a viaggiare, al pari di altri colleghi della sua generazione. Fu così a Parigi (1573-74), a Napoli e nell'Italia meridionale (1579-83) e in Spagna, prima di tornare in patria. Fu sepolto nella Cappella dei pittori o di San Luca nella basilica della Santissima Annunziata.